# 张雪楼
张雪楼爵士（英語：Sir Christopher John Chancellor，1904年3月29日—1989年9月9日），英国记者，曾任路透社总经理。

## 生平
张雪楼是英国殖民地长官约翰·钱塞勒爵士（Sir John Robert Chancellor）之子。他曾就读于伊顿公学与剑桥大学三一学院。1930年加入路透社，1931年至1939年间前往上海担任路透社远东通讯员兼总经理。期间，他曾在1932年与国民党中央通迅社签订协议，后者每月以一万元的价格购买路透社新闻。1938年抗日战争期间，此事为上海日军公布后，他返回伦敦。1944年接替罗德里克·琼斯（Roderick Jones）爵士出任路透社总经理，1959年离任。1989年在英国温坎顿逝世。

## 家庭
张雪楼1926年与西尔维娅·玛丽·佩吉特（Sylvia Mary Paget）结婚。她是第二代佩吉特准男爵理查德·亚瑟·瑟蒂斯·佩吉特爵士（Sir Richard Arthur Surtees Paget）与缪丽尔·芬奇-哈顿夫人（Lady Muriel Finch-Hatton）之女，并于1976年因其对慈善事业的贡献而获OBE勋章。他们共育有二子三女，分别为：
- 长子约翰·佩吉特·钱塞勒（John Paget Chancellor）：1927年出生，其妻霍恩·艾丽斯·乔利夫（Hon Alice Jolliffe）为第四代希尔顿男爵威廉·乔利夫（William Jolliffe）与珀迪塔·阿斯奎斯夫人（Lady Perdita Asquith，英国首相H·H·阿斯奎斯孙女）之女。[3]
- 长女：在中国夭折。
- 次女特雷莎·钱塞勒（Teresa Chancellor）：1933年出生。
- 三女苏珊娜·玛丽亚·钱塞勒（Susanna Maria Chancellor）：1935年出生，其长女婿珀西·韦德乐（Percy Weatherall）为怡和控股常务董事。
- 次子亚历山大·瑟蒂斯·钱塞勒（Alexander Surtees Chancellor）：1940年出生，记者，曾任《旁观者》总编辑。